# YOLO
YOLO는 you only live once의 두문자어이다. 한번 사는 인생 제대로 즐기자는 의미로 캐나다의 음악가 드레이크의 2011년 노래 "The Motto"의 가사에 등장하여 인기를 끌게 되었다. 21세기 초반, YOLO는 청소년 문화와 음악 문화에서 주된 요소가 되었다.
즉, 인생은 한 번뿐이니 지금 이 순간을 즐기라는 것이다. 따라서 욜로족들은 '지금', '당장', '현재'의 행복을 중요하게 여기는 특징이 있다. 주로 20~30대를 중심으로 형성되고 있는 욜로족들은 현재의 행복을 위해 아낌없이 투자하고 소비한다.
욜로가 사회에 등장하게 된 배경에는, 미래에 대한 불확실성을 꼽을 수 있다. 2017년 세계행복도 보고서에 따르면 우리나라의 행복지수는 56위다. 저성장, 청년실업 등 불안함이 지속되다 보니 먹구름이 낀 미래를 생각하게 된다는 것이다. 따라서 지금 현재의 행복만이라도 지키고 싶다는 마음이 작용했다는 것이다. 즉 현실적 무력감이 현재를 즐기는 욜로 라이프로 확산된 것이다.